# Summencode
| Dezimal- ziffer | Summen- codiert | Binär- codiert |
| --------------- | --------------- | -------------- |
| 0               | 000000000       | 0 0 0 0        |
| 1               | 000000001       | 0 0 0 1        |
| 2               | 000000011       | 0 0 1 0        |
| 3               | 000000111       | 0 0 1 1        |
| 4               | 000001111       | 0 1 0 0        |
| 5               | 000011111       | 0 1 0 1        |
| 6               | 000111111       | 0 1 1 0        |
| 7               | 001111111       | 0 1 1 1        |
| 8               | 011111111       | 1 0 0 0        |
| 9               | 111111111       | 1 0 0 1        |

Der Summencode ist ein Binärcode, bei dem der Wert durch die Anzahl der 1-Werte ausgedrückt wird. Die Summe der 1-Werte ergibt daher den Wert der beschriebenen Zahl. Der Summencode wird nur sehr selten angewendet, häufiger ist etwa der verwandte 1-aus-n-Code. Ein Anwendungsbeispiel ist die Verwendung zur Ansteuerung der Beleuchtung eines elektronischen VU-Meters, etwa für eine Lichtorgel.